# Tsenovo
Tsenovo (búlgaro: Ценово) é uma cidade e município da Bulgária, localizada no distrito de Ruse. A sua população era de 6 220 habitantes segundo o censo de 2009.

## Località
A cidade è formada dos seguintes bairros:
- Tsenovo
- Beljanovo
- Belcov
- Dolna Studena
- Džuljunica
- Karamanovo
- Krivina
- Novgrad
- Piperkovo